# Nicolás de Mercoeur
Nicolás de Lorena (Bar-le-Duc, 16 de octubre de 1524-23 de enero de 1577), duque de Mercœur, fue el segundo hijo de Antonio de Lorena y Renata de Borbón.

## Biografía
Él estaba destinado originalmente para la carrera eclesiástica, llegando a ser obispo de Metz en 1543 y de Verdún en 1544. En junio de 1545, se convirtió en "tutor y administrador" de su sobrino, Carlos III de Lorena, en conjunto con su cuñada, Cristina de Dinamarca. Sin embargo, el estado de Lorena, en noviembre de 1545, lo removió del cargo en favor de Cristina como única regente. Se opuso a sus políticas pro-imperiales. Renunció a sus diócesis en 1548 en favor de su tío, el cardenal Juan de Lorena, tomando el título de Conde de Vaudémont.
Después de la incautación de los Tres Obispados en 1552 por el rey Enrique II de Francia, fue reelegido como único regente de su sobrino, una posición que mantuvo hasta 1559.
En 1551, Nomeny se separó del obispado de Metz y fue dado a él como un margraviato por Maximiliano II, emperador del Sacro Imperio Romano, en 1567, en razón de lo cual fue reconocido como príncipe hereditario independiente del Imperio (la Casa de Lorena obtendría una votación de totalidad en la Dieta Imperial en 1736 para Nomeny en compensación por la cesión del ducado de Lorena a Francia, además de la adquisición del Gran Ducado de Toscana).
En Francia, la baronía de su madre de Mercœur fue igualmente elevada a la categoría de principado (aunque no era independiente de la corona de Francia) en 1563, y elevado a una dignidad de ducado en 1569. También fue nombrado caballero de la Orden del Espíritu Santo.

## Matrimonio y descendencia
Se casó tres veces. Su primer matrimonio, el 1 de mayo de 1549 en Bruselas, fue con Margarita de Egmont (1517-Bar-le-Duc,10 de marzo de 1554), hija del conde Juan IV de Egmont. Con ella tuvo un hijo y tres hijas:
1. Margarita (n. 9 de febrero de 1550), murió joven.
2. Catalina (n. 26 de febrero de 1551, Nomeny), murió joven.
3. Enrique (n. 9 de abril de 1552, Nomeny), conde de Chaligny, murió joven.
4. Luisa (Nomeny, 30 de abril de 1553-castillo de Moulins, 29 de enero de 1601), se casó el 13 de febrero de 1575 en Reims con el rey Enrique III de Francia.

Su segundo matrimonio fue el 24 de febrero de 1555 en Fontainebleau con Juana de Saboya, hija de Felipe de Nemours. De este matrimonio tuvo cuatro hijos y dos hijas:
1. Felipe Manuel (1558-1602), duque de Mercœur.
2. Carlos (Nomeny, 20 de abril de 1561-París, 29 de octubre de 1587), conocido como el cardenal de Vaudémont, obispo de Toul y Verdún.
3. Juan (n. 14 de septiembre de 1563, castillo de Deneuvre), murió joven.
4. Margarita (Nomeny, 14 de mayo de 1564-20 de septiembre de 1625), se casó el 24 de septiembre de 1581 en París con Anne, duque de Joyeuse (1561-1587); se casó el 31 de mayo de 1599 con Francisco de Luxemburgo, duque de Piney (m. 1613).
5. Claudia (n. 12 de abril de 1566, Nomeny), murió joven.
6. Francisco (15 de septiembre de 1567-Châtel-sur-Moselle, 1596), marqués de Chaussin.

Su tercer matrimonio fue el 11 de mayo de 1569 en Reims, con Catalina de Lorena (1550-1606), hija de Claudio de Aumale. Con ella tuvo tres hijos y dos hijas:
1. Enrique (Nancy, 31 de julio de 1570-Viena, 26 de octubre de 1600), marqués de Mouy y conde de Chaligny. Se casó el 19 de septiembre de 1585 con Claudia de Mouy.
2. Cristina (n. 24 de septiembre de 1571, Castillo de Koeurs), murió joven.
3. Antonio (27 de agosto de 1572 a 1587, Mainz), abad de Beaulieu y obispo de Toul.
4. Luisa (n. 27 de marzo de 1575, Nancy), murió joven.
5. Eric (14 de marzo de 1576-27 de abril de 1623), obispo de Verdún.